# Sebastiscus marmoratus
Sebastiscus marmoratus är en fiskart som först beskrevs av Cuvier 1829.  Sebastiscus marmoratus ingår i släktet Sebastiscus och familjen kungsfiskar. Inga underarter finns listade i Catalogue of Life.